# Орден Народной Республики Болгария
Орден Народной Республики Болгарии учрежден 18 июня 1947 года и в тот же день первой степенью ордена был награждён Георгий Димитров в честь 65-летия со дня рождения.

## История
До 1950 года орден имел пять степеней, а также золотую звезду к первой степени ордена, затем три.
Орден вручался за выдающиеся успехи и заслуги в различных сферах деятельности, являясь, по сути, универсальной наградой.
Орденом могли быть награждены граждане Болгарии, иностранные граждане (как военнослужащие, так и гражданские лица) и организации (в качестве примера, 3 ноября 1967 года орденом была награждена военная академия имени М. В. Фрунзе).

## Описание
Знаки ордена представляют собой многолучевую звезду с наложенным на неё государственным гербом НРБ. Центр звезды под гербом покрыт красной эмалью и является фоном для государственного герба. Для знака ордена первой степени звезда изготавливалась из желтого металла, герб из белого.
Для знаков ордена второй и третьей степеней звезда изготавливалась из белого, а герб из желтого металла.
Знаки ордена 1-й и 2-й степеней имеют одинаковые размеры: 44 на 42 мм.
Знак ордена 3-й степени абсолютно идентичен знаку ордена 2-й степени и отличается от него лишь по размеру: 40 на 38 мм.
Обратная сторона всех орденов гладкая, вогнутая.
Ордена первых выпусков отличаются от более поздних орденов государственным гербом на аверсе.
Так, герб на орденах первых выпусков имел три ленты, связывающие колосья пшеницы. Надпись на нижней ленте — «9.IX.1944». На гербе последних знаков ордена было уже четыре ленты, расположенных симметрично по две на правом и левом пучках пшеничных колосьев, при этом на двух нижних уже были даты: слева — 681, справа — 1944. В остальном каких-либо принципиальных отличий не имеется.
Орден носится на пятиугольной колодке, обтянутой белой лентой с двумя полосками по краям зеленого и красного цвета (от середины к краю).

### Награждённые организации
- Военная краснознаменная  командная академия противовоздушной обороны имени Маршала Советского Союза Г.К. Жукова